# Tour Total
La Tour Total (conosciuta precedentemente come Tour Elf dal 1985 al 1999, e Tour TotalFinaElf dal 1999 al 2003) è un grattacielo situato a La Défense, a Courbevoie, comune nei pressi di Parigi. L'edificio, uno dei più alti dell'area metropolitana di Parigi, ospita la sede centrale della Total, ed è adibito ad uffici.